# Anthony de Mello
 (novembre 2019).
Anthony de Mello dit Tony de Mello, né le 4 septembre 1931 à Santa-Cruz, Bombay (Inde) et décédé le 1er juin 1987 à New York, est un prêtre jésuite indien, guide spirituel et psychothérapeute, connu pour ses ouvrages populaires de spiritualité.

## Biographie

### Famille et jeunesse
Ses parents, Franck et Louisa (née Castellino) de Mello, originaires de Goa —qui était alors encore une colonie portugaise sur la côte sud-ouest de l'Inde, descendent chacun d'une lignée de fervents catholiques. Franck de Mello travaillant pour les chemins de fer, la famille vit à Santa Cruz (Bombay), dans une enclave réservée aux employés de la compagnie, où l'on parle l’anglais.
Anthony, l'ainé de quatre enfants, fait ses études secondaires au collège jésuite Saint-Stanislas de Bandra (Bombay). Il prend une part active à la vie du collège et aux services, ainsi qu'aux activités et aux dévotions traditionnelles de l’église paroissiale : mouvement de jeunesse, chemins de croix, neuvaines. En famille, on récite les litanies et le chapelet. Très tôt ,Tony souhaite devenir prêtre et jésuite.

### Formation religieuse
Tony de Mello entre au noviciat des jésuites le 1er juillet 1947. Au contact des Exercices spirituels de Saint Ignace de Loyola, il prend goût à la prière personnelle et à la vie spirituelle. Cependant la rigidité des règles de vie au noviciat lui pèse. Au juvénat (1949-1951), il acquiert une grande maîtrise du latin et du grec, au point d’être « guide » pour ses compagnons.
Le juvénat terminé, Tony est envoyé à Barcelone, pour y faire ses études de philosophie (1952-1955). Il y passe plus de temps à lire les mystiques espagnols (Thérèse d'Avila, Jean de la Croix et d’autres) qu’à étudier la philosophie scolastique qui y est enseignée en latin. Au contact du père José Calaveras, un maître spirituel, Tony découvre une dimension qui lui était restée inconnue lors de la pratique des Exercices spirituels, à savoir celle de « sentir » et « goûter » les choses de Dieu. Après un an d’expérience apostolique au collège de Byculla (Bombay), Tony entame au théologat jésuite de Pune les études de théologie qui préparent au sacerdoce. Bien qu’à l’aise dans l’étude de la théologie ainsi que dans d’autres sujets, il ne montre pas d'intérêt particulier pour cette formation qui dure de 1958 à 1962. Durant cette période, les signes avant-coureurs du Concile Vatican II sont perceptibles. Il est ordonné prêtre dans sa paroisse de baptême, Saint-Pierre, à Bandra, le 23 mars 1961.

### Spiritualité et psychologie
De Mello est envoyé à l'Université Loyola de Chicago pour y faire une maitrise en psychologie et counseling pastoral (en) (1963-1964). Au-delà du diplôme qu'il acquiert, De Mello découvre un monde très différent de celui qui lui était familier. Beaucoup de ses professeurs sont laïcs, plusieurs ne sont pas chrétiens. Il fréquente Carl Rogers, dont il est particulièrement proche. Parmi les idées de Rogers, il adopte les attitudes d’acceptation (de l’Autre tel qu’il est), d’empathie (« sentir » comme l’Autre sent) et de congruence (conscience exacte de son sentiment vis-à-vis d’un Autre), attitudes qui seront centrales dans l'approche thérapeutique qu'il développera. Ainsi, sans renoncer à son héritage ignacien, il revient des États-Unis en thérapeute.
Il complète alors sa formation par une année d’études à l’université grégorienne de Rome. Mais il y trouve l’enseignement de la spiritualité trop théorique, et peu utile à ce qu’il cherche. Tony de Mello fait sa profession religieuse définitive, comme jésuite, le 2 février 1965, à Rome. Peu après, il retourne en Inde.

### Premiers engagements apostoliques
Bien que lors de son ordination sacerdotale, il ait accepté d'être missionnaire dans un endroit reculé de la mission, il reçoit avec surprise et ressentiment (selon ses propres dires) sa nomination, en 1966, comme supérieur à Manmad et Shirpur, dans le Maharashtra rural, loin de Bombay. Cependant, il y acquiert, par détermination personnelle, une manière de vie plus inculturée et moins occidentale. Enseignant à la faculté de théologie de Pune, il y crée des groupes d’intégration psychologie-spiritualité.
En 1968, il est de retour à Bombay comme maître des novices et recteur du scolasticat d’Andheri (Bombay). Sous son impulsion, des changements sont introduits dans la formation des jeunes jésuites : un style de vie plus simple et plus proche des gens ordinaires de Bombay, et un enseignement (pratique) de la prière qui donne du goût et un vrai désir de rencontrer Dieu : importance de « faire l’expérience de Dieu vivant ». Il donne les Exercices spirituels complets non seulement aux novices mais, plusieurs fois par an, en Inde et ailleurs en Asie. Sa manière de faire non conventionnelle commence à être connue et appréciée.

### Spiritualité orientale
Vers 1970 Tony de Mello commence à s’intéresser aux maitres spirituels orientaux, anciens et contemporains, particulièrement de la tradition bouddhiste. Il découvre la voie méditative Vipassana de S.N.Goenka. Il recommande également la lecture de Krishnamurti. Il rencontre plusieurs fois l’ermite bénédictin Henri Le Saux dit Swami Abhishiktananda. Une amitié se noue, mais les deux hommes sont très différents et ne travailleront pas ensemble.

### Fondation de l’InstitutSadhana
En 1972, il crée l’Institut Sadhana, d’abord rattaché au De Nobili College de Pune avant d'être transféré à Lonavla en 1978. Tony de Mello renonce à donner les Exercices spirituels selon la méthode d'Ignace de Loyola, mais dans ce nouvel institut de formation spirituelle et pastorale (et de « counseling »), il développe et enseigne des exercices spirituels d’un genre différent. Pressé par des disciples, il met ses enseignements par écrit: ce sera Un chemin vers Dieu: Sadhana, publié en anglais en juin 1978. Mais il le regrette presque aussitôt, car la parole écrite lui parait « pétrifiée » et toujours en deçà de sa recherche spirituelle et de l’évolution de sa pensée. Le livre - une série d’exercices de méditations et contemplations combinant exercices ignaciens, applications psychologiques et méthodes spirituelles orientales - est un grand succès. Il est aujourd’hui traduit en une cinquantaine de langues.
Sa recherche le conduit vers une liberté spirituelle toujours plus grande, mais sans qu'il renonce aux engagements religieux qu’il a pris: il y trouve sa liberté. Il surprend, même parmi ses plus fidèles disciples. Dans sa vie, règles et règlements n’ont plus guère de place. Pour provoquer la réflexion, il n’hésite pas à choquer ses auditeurs, surtout lorsqu’il estime qu’ils sont installés dans des traditions et attitudes religieuses « acquises » à jamais, et devenues immuables.
Durant les dix dernières années de sa vie il se donne entièrement aux groupes qui fréquentent l’Institut Sadhana, ce qui ne l’empêche pas de faire de fréquents voyages à l’étranger, surtout en Espagne et aux États-Unis, sa réputation de thérapeute spirituel et sage oriental ayant largement dépassé les frontières de l’Inde. A l’Institut Sadhana, il organise chaque année un programme de formation de formateurs religieux (neuf mois de ‘maxi-sadhana’) et des séminaires de renouvellement spirituel de trois semaines (‘mini-sadhana’). Peu de cours théoriques, mais beaucoup de pratique de « cas » et jeux de rôles avec direction spirituelle mutuelle. Avec en sus, des rencontres personnelles avec Tony, et une célébration eucharistique qu’il préside lui-même en fin de journée.
Désencombré de structures, règles et traditions, il cherche toujours plus ce qui est au cœur de toute personne et tout acte : l’Amour. Il découvre une vie de plus en plus simple et proche de la nature. La vision de simples phénomènes naturels - feuilles sur les arbres, brise légère - le transporte. Dans une lettre du 14 avril 1987[réf. nécessaire], quelques semaines avant sa mort, il écrit : « [Devant ce spectacle] (...), je suis plus heureux que tout autre jour de ma vie ». Mais il ajoute, comme il exhorte un compagnon : « Ne verbalise pas cette scène. Regarde, et laisse les couleurs venir et partir ».

### Derniers mois et fin
Dans les années 1985, il sent le besoin d’aller de l’avant. L’Institut Sadhana commence à lui peser. Il souhaite apporter des paroles de libération à d’autres groupes, plus larges et composés de personnes plus simples, de laïcs et de pauvres en recherche religieuse, et pas seulement à une élite de personnes consacrées et ayant autorité dans l’Église.
Il est en bonne santé, même s’il fait état occasionnellement de malaises de poitrine. Il pense cependant à la mort, avec sérénité. Le 29 avril 1987, il répond à une personne qui demande un rendez-vous : « Je ne sais quand nous nous reverrons ». Fin mai 1987, il met la dernière main au manuscrit de son livre The Prayer of the Frog (La prière de la grenouille) et prend l’avion pour New York. Peu après son arrivée, il meurt durant la nuit du 1er juin 1987, dans la communauté des jésuites de l’université Fordham. Son corps est ramené à Bombay, où il est enterré dans le caveau des jésuites à Bandra (Bombay).

## Notifications de la Congrégation pour la doctrine de la foi
Le 24 juin 1998, une Notification concernant les écrits du père Anthony de Mello est publiée par la Congrégation pour la doctrine de la foi au Vatican. Celui qui était alors son préfet, le cardinal Joseph Ratzinger (devenu le pape Benoît XVI), écrit :
« Dans certains passages de ses premiers ouvrages, et de plus en plus dans ses dernières publications, on peut constater la distance prise avec les contenus essentiels de la foi chrétienne... Par la présente notification, et de façon à protéger les chrétiens fervents, cette congrégation déclare que les positions mentionnées ci-dessus sont incompatibles avec la foi catholique et peuvent lui causer du tort. »
On a découvert[Qui ?] que l’analyse des écrits de Tony de Mello avait tenu compte de deux livres dont il n’était pas l’auteur mais qui avaient été publiés (en Espagne) sous son nom. Cette condamnation[Quoi ?] fut annulée et remplacée par une « mise en garde »[réf. nécessaire] à insérer dans toute nouvelle édition de ses livres :
« Les livres du Père Anthony de Mello ont été écrits dans un contexte multireligieux afin d'aider dans leur quête spirituelle les adeptes d'autres religions, les agnostiques et les athées, mais n'étaient pas destinés à devenir des manuels d'instruction pour les catholiques dévoués à la doctrine chrétienne et à ses dogmes. »
Selon certains[Qui ?], ses ouvrages intègrent la notion d'éveil spirituel tel qu'il est compris dans les spiritualités orientales plutôt que dans le christianisme. Pour d'autres[Qui ?], il s'inspire de figures chrétiennes telles que le Pseudo-Denys l'Aréopagite, Maître Eckhart ou Nicolas de Cues. Les anecdotes, aphorismes et contes de Tony de Mello, se présentant souvent comme des dialogues entre un maître et ses disciples, lui permettaient de faire passer son message.

## Analyse critique
Le père Carlos G. Vallés (qui a lui même écrit un livre sur son expérience des séances de Sadhana: "Anthony De Mello sans armes ni bagages"), une des personnes qui connaissait le mieux de Mello, le présente comme celui qui « était la bonne personne avec le bon programme au bon moment pour les chercheurs spirituels ». Il rapporte également que de Mello lui aurait confié : « Voilà mon secret, j'enseigne du pur bouddhisme, mais en citant la Bible constamment et en plaçant Jésus comme modèle ». Le père Aizpun déclare : « Lorsqu'il était intéressé par les exercices spirituels de Saint Ignace, le seul auteur valable était José Calveras; quand il s'est investi dans des activités de conseil, son guru était Carl Rogers; quand il a découvert Krishnamurti, il n'y avait pas de penseur comparable à lui »
Les critiques de Tony de Mello ne manquent pas, particulièrement parmi ses confrères jésuites. Sa thérapie et sa conception de la vie spirituelle qui invite à se libérer d’un mode de vie religieuse sclérosé et prisonnier de règles et coutumes tatillonnes, inquiètent les supérieurs religieux. Les activistes sociaux critiquent une spiritualité entièrement centrée sur la personne même, négligeant la dimension sociale. D’autres estiment que cette nouvelle liberté a des conséquences graves sur la manière de vivre la chasteté consacrée. On lui reproche d’encourager l’expression physique de sentiments de tendresse entre religieux, ce que certains ont appelé la « Troisième voie ». Des théologiens chevronnés considèrent que, dans la Compagnie de Jésus, il substitue à la spiritualité ignacienne une autre spiritualité, de type hindou-bouddhiste. Mais personne ne met en doute sa foi ni son engagement religieux comme son attachement à l’Église, même s'il en critique très librement les autorités.

## Citation
« À un groupe de disciples qui veulent absolument faire un pèlerinage, le maître dit : Emportez ce fruit amer avec vous, plongez-le dans toutes les rivières saintes et emmenez-le dans tous les lieux saints.. Lorsque les disciples reviennent, le fruit est devenu une nourriture consacrée. Le maître le goûte alors et dit d'un air espiègle : Comme c'est curieux, l'eau bénite et les lieux saints ne lui ont pas donné un goût plus sucré ! »
— La Conversion (extrait de Une Minute de sagesse)

## Écrits
À strictement parler, seuls quatre livres (Sadhana: A Way to God, The Song of the Bird, Wellsprings, One Minute Wisdom) peuvent être considérés comme étant de la plume de Tony de Mello[réf. nécessaire]. Un cinquième, dont le manuscrit était prêt fut publié après sa mort (The prayer of the frog). Toutes les autres publications parues sous le nom de Tony de Mello proviennent de manuscrits laissés inachevés ou de notes prises par l'une ou l'autre personne ayant assisté à des conférences. Une certaine confusion dans ce domaine a contribué à l'appréciation partiale faite par la Congrégation pour la doctrine de la foi sur les œuvres de de Mello.
- Un chemin vers Dieu : Sadhana (Sadhana. A way to God, 1978), Paris, Albin Michel, 2006.
- Comme un chant d'oiseau (The song of the bird, 1982), Paris, Desclée de Brouwer, coll. « DDB Bellarmin », 1996.
- Quand la conscience s'éveille (Awareness. The perils and opportunities of reality, 1990), Paris, Albin Michel, 2002.
- Une minute d'humour (One minute wisdom, 1985), Paris, Desclée de Brouwer, coll. « DDB Bellarmin », 2000.
- The prayer of the frog, (2 vol.), Gujarat Sahitya Prakash, Anand, 1988 et 1989 (posthume).

Deux autres manuscrits préparés par Tony de Mello furent publiés après sa mort:
- Contact with God, Gujarat Sahitya Prakash, Anand , 1990.
- One minute nonsense, Gujarat Sahitya Prakash, Anand, 1992.